# 達城夏氏
達城夏氏是韩国（朝鲜民族）的一个姓氏。

## 本贯
達城夏氏的本貫為大邱達城郡。

## 淵源
夏氏在韓國并不是一个常見姓氏，依人口數在韓國姓氏中排名135位，人口4,052。為單一本貫，起源于宋朝時歸化入朝鮮的中國夏姓，也有近現代由中國歸化而來的夏姓。

## 始祖
達城夏氏的始祖是中國宋朝的大都督夏欽。他于高丽仁宗（1122年~1146年）时入籍高丽，定居達城，其子夏溶被封為達城君。他的後代以達城為本貫。

## 人物
- 夏光臣，夏欽的玄孫，曾任高麗吏部侍郞。
- 夏赫河，高麗朝大將軍。
- 夏仁敬，曾任高麗朝僉知中樞府事。
- 夏時雨，曾任副護軍。
- 夏試鑽，朝鮮正祖時的學者，著有《悅庵集》。

## 參看
- 韓國姓氏人口排名
- 韓國外來歸化姓氏